# Choe Deok Sin
Choe Deok Sin (1914-1989) là cựu Ngoại trưởng Hàn Quốc, cựu tướng lĩnh quân đội của nước này. Ông ta là một trong số các tướng lĩnh và chính khách cao cấp của Hàn Quốc bị buộc tội "làm gián điệp" cho Bắc Triều Tiên khi có ý định trốn sang quốc gia này và là một nhân vật chính trị bị căm ghét số một ở Hàn Quốc.
Sinh ngày 17 tháng 9 năm 1914 tại Sinuiju, Bắc Pyongan, năm 1936, Choe theo học tại Học viện Quân sự Hoàng Phố, sau đó phục vụ với tư cách là một sĩ quan trong Quân đội Trung Hoa Dân Quốc.
Sau khi Thế chiến thứ hai kết thức, Choe trở về Nam Triều Tiên vào học trong Học viện Lục quân với quân hàm Thiếu úy. Năm 1949, ông ta theo học tại Học viện Lục quân Hoa Kỳ đến tháng 7 năm 1950 thì trở về nước, phục vụ trong Bộ Tư lệnh Sư đoàn 11, bấy giờ đang được đặt dưới quyền điều động của Quân đoàn IX (Hoa Kỳ) trong thời gian diễn ra Chiến tranh Triều Tiên.
Từ năm 1961 đến 1963, Choe được tổng thống Park Chung-hee đề cử giữ chức vụ Bộ trưởng Ngoại giao và Đại sứ Hàn Quốc tại Cộng hòa Liên bang Đức.
Tuy nhiên, do xảy ra mâu thuẫn với tổng thống Hàn Quốc Park Chung Hee, ông ta đã bí mật trốn sang Mỹ và sống lưu vong ở bên đó trong suốt thời gian dài.
Năm 1986, Choe cùng vợ là Ryu Mi Yong đã từ Mỹ bay sang Cộng hòa Dân chủ Nhân dân Triều Tiên và tiếp tục sống tại đây trong suốt quãng đời còn lại của mình.
Ông ta được cho là đã qua đời vào ngày 14 tháng 11 năm 1989 tại Bình Nhưỡng. Nguyên nhân: không rõ.